# Terremoto de Caracas de 1967
El Terremoto de Caracas de 1967 fue un movimiento sísmico ocurrido en Venezuela que azotó a Caracas y el litoral central (La Guaira) el 29 de julio de 1967 a las 8:05 p. m. hora de Venezuela (UTC-4). Tuvo como su epicentro el litoral central, a 20 km de Caracas, y tuvo una duración de 35 segundos. Este fenómeno telúrico afectó mayormente a las zonas de Altamira, Los Palos Grandes y el Litoral Central. Después del terremoto, siguieron réplicas de menor intensidad.
El Distrito Federal fue sacudido por un sismo de 6.5 a 6.7 en la escala de Richter con una duración de 35 a 55 segundos. En la zona de Caracas dejó un balance de 2000 heridos y 236 muertos. Los daños materiales de más de 10 millones de dólares estadounidenses.[cita requerida]

## Acontecimientos

### 5:27 a.m.
A las 5:27 a. m. (hora de Colombia, (UTC-5)) se produjo un poderoso temblor en Bogotá, cuya intensidad no produjo daños mayores; sin embargo, se registraron 10 muertos en diferentes zonas del país y miles de pesos en pérdidas materiales. El sacerdote José Rafael Goberna, subdirector del Instituto Geofísico de los Andes, estimó en 10 grados[cita requerida] en la escala de Mercalli y de 10 en el epicentro, localizado a 350 kilómetros al noroeste de Bogotá y a 200 kilómetros de profundidad con 90 segundos de duración. Se produjeron pocos daños materiales en esa ciudad y, luego de una réplica a las 10:25 a. m., la gente, poco a poco, regresó a sus hogares pasado el mediodía. Este terremoto fue más leve que el ocurrido el 9 de febrero de 1967 a las 10:29 a. m. con aproximadamente un minuto de duración.
En Venezuela, este temblor provocó daños en San Cristóbal, capital del estado Táchira, con un resultado de 2 personas fallecidas.[cita requerida]

### 8:05 p.m.
A las 8:05 p. m., hora de Venezuela, Caracas fue sacudida por un terremoto de 6,7 en la escala de Richter. El personal del Observatorio Cajigal no pudo precisar exactamente ni el epicentro, ni la magnitud del terremoto porque al sismógrafo pendular se le rompieron los flejes de las agujas y los equipos de células fotoeléctricas tuvieron también desperfectos. Luego del sismo, el director del observatorio, capitán de navío Ramiro Pérez Luciani, estimó que el epicentro se hallaba en la falla de Humocaro, estado Lara, a unos 350 kilómetros de Caracas; pero al día siguiente, al examinar los informes de daños, corrigió su apreciación, ubicándolo en el mar Caribe a 70 km de las costas, frente al Litoral Central. Debido a los daños en los equipos sismológicos, el director del Observatorio Naval informó que habría de recurrir a los institutos especializados extranjeros para determinar con exactitud los datos del sismo.
En la catedral de Caracas, ubicada en el centro de la ciudad, se estaba oficiando una misa cuando al momento del terremoto los vitrales del templo súbitamente explotaron y los feligreses que estaban cerca huyeron rápidamente hacia la plaza Bolívar. En pocos segundos la centenaria Cruz Pontifical, que coronaba la fachada, se desplomó en caída libre hasta golpear el suelo, fragmentándose en pedazos quedando marcada su silueta en el mismo. Uno de los presentes recordó el hecho con las siguientes palabras: “Vi cuando la cruz se desprendió y quedó grabada en el piso como una quemadura de hierro candente; en ese preciso momento el terremoto cesó”, lo que hizo que muchas personas atribuyesen esto a un milagro divino y durante varios días dicha silueta era venerada por los fieles hasta que, el 2 de agosto, las autoridades decidieron remover el trozo de concreto sin dar más explicaciones. Actualmente, luego de varias décadas de rumores y especulaciones acerca de su paradero, el mismo está preservado en la capilla del Santo Cristo de la Misericordia, ubicada en el sector del Valle.
Paralelamente en los estudios Sonomatrix -ubicados en el sector de Antímano- el técnico de sonido Alejandro López, el organista Tulio Enrique León y el compositor Germán Narvaez, estaban trabajando en la grabación de una pista instrumental para un tema grabado por un coro infantil unos días antes. Al huir los tres hombres del estudio durante el movimiento sísmico, los micrófonos, las consolas y los equipos de grabación de cinta magnetofónica quedaron en funcionamiento grabándose así el único sonido registrado del temblor. De esta grabación la empresa FAVEDICA editaría más tarde un disco sencillo con una breve narración que explicaba lo sucedido y, además, se incluyó en dicho sencillo una composición musical alusiva al incidente ocurrido en la Catedral de Caracas antes descrito titulada: "El Milagro de la Cruz", que escribió Oswaldo Oropeza e interpretó Manuelita Sandoval junto al Conjunto de los Hermanos Oropeza.
Por otra parte, en uno de los estudios de Cadena Venezolana de Televisión, ubicado en el sector de los Ruices, a esa misma hora se estaba grabando un programa especial (que sería transmitido el 1 de agosto, cuando esa red televisiva celebraría su tercer aniversario) y, al iniciarse la actuación de la cantante folklórica venezolana Purita Reina quien estaba acompañada del conjunto musical de Mario Suárez y el ballet de la televisora, comenzó a moverse el decorado de una nube el cual saltaba de arriba abajo en brusco movimiento vertical. El luminotécnico llamó la atención de los operarios por esta falla y, mientras tanto, los artistas continuaron con sus labores hasta que el movimiento del decorado pasó de vertical a ondulatorio y, al percatarse todos los presentes de que estaba ocurriendo un terremoto, huyeron despavoridos del lugar mientras que la cámara cayó a un lado y, según reportó la prensa de la época sobre este incidente, en las imágenes grabadas se mostraba claramente que el suelo se movía en sentido ondulatorio hasta que la cámara se apagó. También, en otro estudio del canal, se encontraban más de 600 personas esperando ver un torneo de lucha libre que iba a transmitirse en vivo pero, con la única excepción del susto causado por el movimiento sísmico. Afortunadamente, no se registraron víctimas que lamentar y el edificio de la televisora tampoco tuvo daños.
La expansión abarcó violentamente durante unos 55 segundos la zona sísmica exterior del norte de Caracas, que se extiende por más de 20 kilómetros entre las poblaciones de Arrecifes y Naiguatá. Estas zonas del Litoral Central junto con las de Altamira y Palos Grandes en Caracas, fueron las que tuvieron mayores daños.
En Caraballeda, actual estado La Guaira, cinco de los once pisos del edificio "Mansión Charaima" quedaron destruidos; unos meses después se trató de demoler el edificio con explosivos y, al no lograrse esto, debió emplearse una bola de demolición. También el Hotel Macuto Sheraton tuvo fuertes daños en sus estructuras.
El municipio Chacao, ubicado en el oriente de Caracas, quedó cubierto por una gran nube de polvo gris. Cerca de la plaza Altamira se derribó el edificio "Neverí". En la primera avenida de Los Palos Grandes, se vino abajo el edificio "San José" de 9 pisos, el cual fue reconstruido y que hoy en día conserva su nombre. En el edificio "Mijagual", de 10 pisos, se celebraba esa noche una fiesta y los invitados que asistieron a la misma también fallecieron. En la avenida Luis Roche de Altamira, ocho de los pisos del edificio "Palace Corvin" desaparecieron durante el sismo. También quedaron afectados los edificios "Roxul", "Royal Coral" y "Blue Palace", ubicados en esa zona. Actualmente en la Plaza Altamira existe una placa conmemorativa de la tragedia.
El suceso causó una gran cobertura de prensa y televisión dándose así, por primera vez en la televisión venezolana, una transmisión por 24 horas de forma ininterrumpida.
Al fuerte sismo le siguieron un total de 30 réplicas, todas de menor intensidad, cada una de las cuales llenaba de pánico a quienes las sentían, ya que tenían el temor del primer sismo, que fue considerado un terremoto por la gravedad de su escala.
En los días subsiguientes funcionarios de los organismos competentes y miles de voluntarios rescataron los cuerpos que yacían entre los escombros. Los restos de los edificios y derrumbes fueron transportados a la Base Aérea de La Carlota para su revisión. Durante 6 meses los conductores que circulaban por la autopista podían ver el panorama de lo ocurrido aquel día.
En Maracay, capital del estado Aragua (ubicada a unos 80 kilómetros al suroeste de Caracas), se registraron cinco personas fallecidas y 100 heridas. En otras ciudades se reportaron únicamente daños estructurales.
A raíz de este terremoto el entonces presidente de Venezuela, Raúl Leoni, dispuso la creación de dos comisiones que se encargarían de evaluar los daños producidos y, entre las conclusiones de las mismas, se planteó al Poder Ejecutivo la creación de un instituto que se encargara del estudio e investigación de los sismos en Venezuela. Posteriormente, durante la primera presidencia de Rafael Caldera, se creó (mediante el decreto N° 1053, del día 27 de julio de 1972) la Fundación Venezolana de Investigaciones Sismológicas (Funvisis).

## Muertos y daños materiales

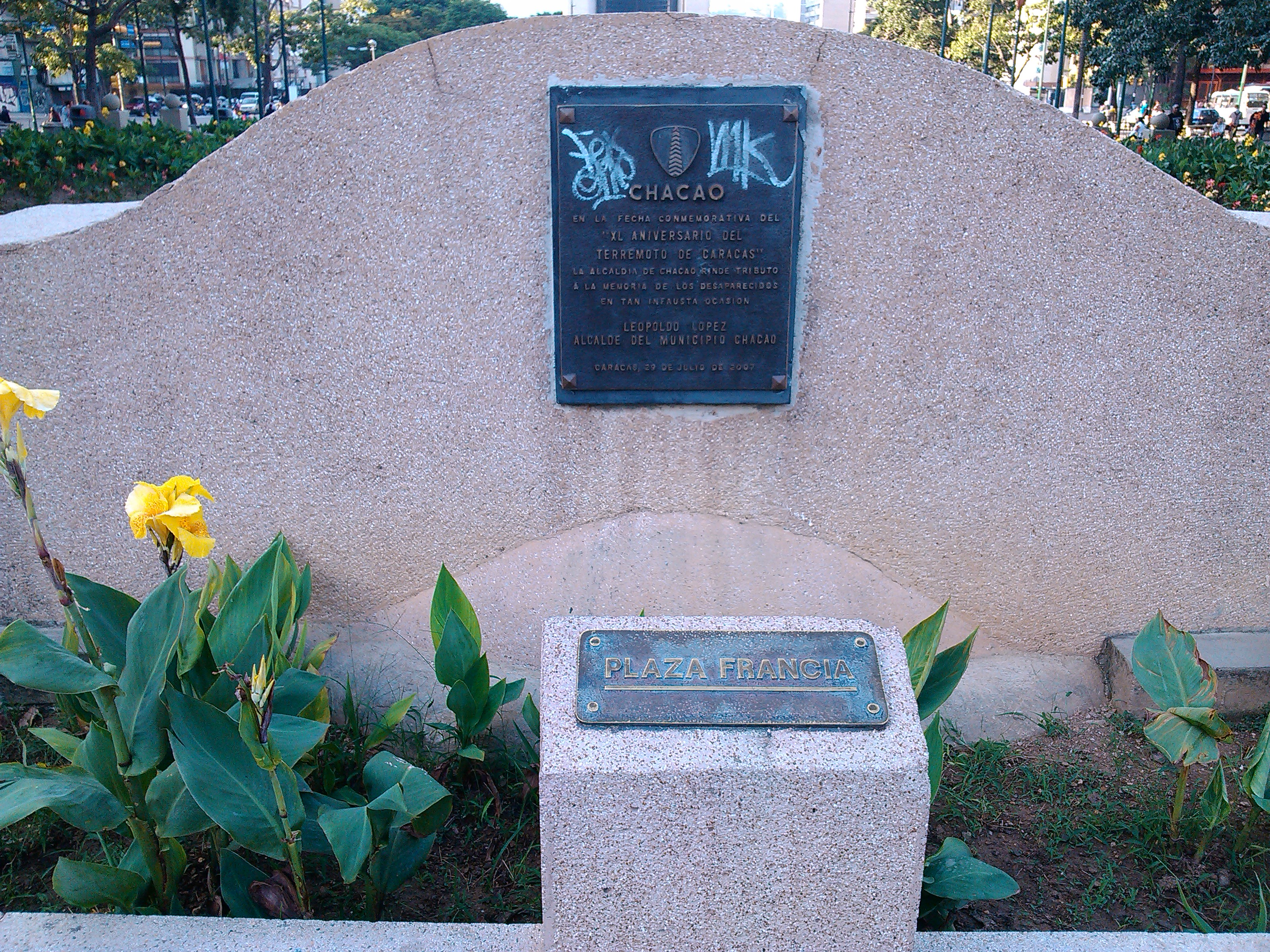
Placa conmemorativa en la plaza Francia de Altamira en Chacao.

El desastre dejó a más de 301 muertos (236 muertos registrados), 2.000 heridos, 80 mil personas sin vivienda y una pérdida material de 450.000.000 de bolívares (10.465.116 USD en la época). Seis edificios fueron destruidos, 40 edificios fueron declarados no habitables, 180 edificios sufrieron deterioros graves y un número no cuantificado de viviendas, de uno y dos pisos, resultaron averiadas, especialmente en las fachadas, paredes de recubrimientos, frisos, balcones, cornisas y aleros.